# Frida Tånghag
Frida Kristin Maria Tånghag, född 15 januari 1989 i Masthuggs församling i Göteborg, är en svensk politiker (vänsterpartist). Hon var riksdagsledamot (tjänstgörande ersättare) under 2023 för Göteborgs kommuns valkrets.
Tånghag kandiderade i riksdagsvalet 2022 och blev ersättare. Hon var tjänstgörande ersättare för Tony Haddou under perioden 9 januari–14 maj 2023. I riksdagen var Tånghag suppleant i utrikesutskottet och extra suppleant i arbetsmarknadsutskottet och socialförsäkringsutskottet.